# 오디오 코덱
오디오 코덱(영어: audio codec)은 오디오의 디지털 데이터 스트림을 부호화하거나 복호화하는 컴퓨터 프로그램이나 장치를 말한다.
소프트웨어에서 오디오 코덱은 주어진 오디오 파일이나 스트리밍 미디어 오디오 코딩 포맷에 따라 디지털 오디오 데이터를 압축하고 압축 해제를 하는 알고리즘을 구현하는 컴퓨터 프로그램이다. 알고리즘의 목적은 고품질의 오디오 신호를 품질을 유지하면서 최소한의 수의 비트로 표현하는 것이다. 이로써 저장된 오디오 파일의 전송에 요구되는 스토리지 공간과 대역을 효율적으로 줄일 수 있다. 대부분의 코덱들은 하나 이상의 멀티미디어 플레이어와 통신하는 라이브러리 형태로 구현된다.
하드웨어에서 오디오 코덱은 아날로그 신호를 디지털신호로 인코딩하고 디지털 신호를 아날로그로 디코딩하는 단일 장치를 말한다..

## 같이 보기
- 음성 부호화